# Dieci piccoli indiani (film 1945)
Dieci piccoli indiani (And Then There Were None) è un film del 1945 diretto da René Clair.
Tratto dall'omonimo romanzo di Agatha Christie, vinse il Pardo d'oro al Festival di Locarno.

## Trama
Otto persone, che non si conoscono tra di loro, sono state invitate da un certo U.N. Owen a trascorrere un fine settimana in una villa su un'isola sperduta chiamata Nigger Island nel Devon: Vera Claythorne, il dottor Edward Armstrong, il vecchio giudice Quinncannon, la religiosa zitella Emily Brent, il principe russo Nikita Starloff, il generale Sir John Mandrake, il detective William Henry Blore e l'avventuriero Philip Lombard.
Giunti in barca all'isola, gli otto invitati trovano ad attenderli i due domestici Thomas ed Ethel Rogers, giunti sull'isola da pochi giorni. In serata, durante la prima cena dopo l'arrivo degli ospiti, il principe Starloff propone un brindisi ai padroni e a un centrotavola che raffigura le statuette di dieci piccoli indiani. Vera si rammenta di una vecchia filastrocca relativa agli stessi indiani e ne canta le prime due strofe. Terminata la cena, gli invitati si riuniscono in soggiorno, dove Starloff continua a cantare la filastrocca. Improvvisamente una voce misteriosa, che si rivela essere quella di Owen, accusa tutti i presenti di essere degli assassini. Ethel Rogers sviene per lo spavento e i presenti scoprono che la voce è incisa su un disco fatto partire da Rogers per ordine di Mr. Owen.
Poiché risulta che nessuno abbia mai conosciuto Owen, il giudice chiede agli altri invitati di spiegare le circostanze che li hanno condotti all'isola. I Rogers sono venuti a svolgere mansioni domestiche, Vera è stata assunta per fare la segretaria, Blore per investigare e sorvegliare i presenti, il generale Mandrake ha ricevuto l'invito tramite amici, così come il giudice Quincannon, mentre il dottor Armstrong per motivi professionali, Lombard è stato invitato dallo stesso Owen (nonostante anche lui non lo conosca) e il principe Starloff è stato invitato dal suo agente. Starloff rivela inoltre le circostanze che lo portarono all'uccisione di due persone, così come si era sentito nel disco: alla guida di un'auto, per la velocità elevata perse il controllo del mezzo e investì una coppia, anche se poi non fu condannato. Mentre sta bevendo un drink, Storloff improvvisamente manifesta problemi respiratori: si alza, dirigendosi verso gli altri, ma sbatte contro un tavolino e cade. Tutti credono che sia ubriaco, ma vengono contraddetti dal dottor Armstrong, che dichiara la morte dell'uomo. Più tardi, Rogers nota che una delle statuine dei dieci piccoli indiani è rotta. Il dottor Armstrong va a controllare il bicchiere dal quale ha bevuto Starloff prima di morire, ma viene fermato da Blore. Dopo aver ottenuto il consenso dal detective, Armstrong scopre che nel bicchiere c'è del cianuro. Suicidio o omicidio?
La mattina seguente, la signora Rogers viene trovata morta nel suo letto, per cause sconosciute. Gli ospiti notano la mancanza di un'altra statuetta, e il giudice si accorge che le morti presentano analogie con quelle della filastrocca degli indiani. Quincannon, Lombard, il dottore e Blore decidono di esplorare l'isola. A fine giornata, verso l'ora di cena, l'unico assente è il generale: Lombard trova il suo cadavere con una pugnalata alla schiena sulla spiaggia. Il giudice arriva quindi a una conclusione: il misterioso Owen è uno dei presenti. Per farsi un'idea più chiara sull'identità del possibile assassino, gli invitati votano chi secondo loro è più sospetto. Colui che raccoglie più voti è Rogers, che dapprincipio offeso, accetta poi la decisione e si "esilia" nella legnaia. Quincannon, per sicurezza, ordina di chiudere la porta della sala da pranzo e della cucina, evitando così "altri scherzi da indiano". Consegnata la chiave a Rogers, gli ospiti si ritirano.
La mattina dopo, però, si accorgono della mancanza della signorina Brent e che la colazione non è stata preparata. Miss Brent rientra poco dopo, proveniente dalla spiaggia dove si era recata a prendere delle alghe per farne un motivo per uno scialle. Lombard, Blore e Armstrong vanno a chiamare Rogers, ma lo trovano morto, con il cranio spaccato. Dopo la colazione, gli ospiti rimasti ipotizzano che il possibile assassino sia Emily Brent. Saliti nella sua stanza per interrogarla, trovano la donna morta. Poco dopo il generatore di corrente si guasta e la casa rimane al buio. Durante la cena, i superstiti decidono di confessare i propri crimini, tranne Vera, che lascia la stanza perché ha freddo e vuol prendere un cappotto. Pochi istanti dopo però, le sue urla richiamano gli altri ospiti che accorrono in suo soccorso. Nella confusione generale, si sente uno sparo. Al ritorno in sala da pranzo, il giudice viene trovato morto, colpito alla testa. Quella notte, Armstrong sparisce misteriosamente e sulla tavola rimangono solo tre piccoli indiani.
La mattina seguente, Philip e Vera rinvengono il cadavere di Blore, ucciso dalla caduta di un blocco di mattoni. Lombard si accorge che Blore prima di morire stava osservando la spiaggia, e, raggiunto il posto, trovano il corpo del dottore. Vera estrae la pistola che Phil le aveva dato, e chiede che l'uomo confessi di essere Owen. Lombard confessa invece di essere in realtà Charles Morlain e di aver raggiunto l'isola solamente perché incuriosito di scoprire se l'invito aveva a che fare con la morte (per suicidio) del suo amico Philip Lombard. Vera è sul punto di sparargli, ma a Charles viene un'illuminazione: chiede a Vera di sparare senza colpirlo e cade fingendo di essere morto. E in quel momento, qualcuno in casa, stacca il penultimo piccolo indiano...
Vera rientra e trova il giudice, vivo e vegeto, intento a giocare a biliardo, "Un gioco psicologico", come dice lui. Confessa di essere l'autore degli omicidi degli altri ospiti e invita Vera a impiccarsi, altrimenti lo farà la legge. Nessuno rimarrà vivo sull'isola, neppure il giudice che ha pochi mesi di vita e ha deciso di suicidarsi ingerendo del cianuro. Morlain sbuca dietro al giudice che dice "Mai fidarsi delle donne" e muore consapevole del fallimento del suo piano. Alla fine, Fred Narracott, il barcaiolo, appare sulla porta per avvertire della partenza.

## Produzione
Si tratta dell'ultimo dei quattro film americani che René Clair girò a Hollywood e l'unico giallo nella sua filmografia.
È anche la prima trasposizione cinematografica del romanzo di Agatha Christie, pubblicato per la prima volta nel 1939 (in Italia nel 1946).

### Rapporto fra film e romanzo
Il film riprende in modo fedele la trama del libro, salvo piccoli dettagli.
Il finale ripropone quello dell'adattamento per il teatro che la stessa Agatha Cristie fa del proprio romanzo nel 1943.

### Sceneggiatura
Clair nella stesura della sceneggiatura è aiutato dal celebre sceneggiatore Dudley Nichols, già collaboratore di tanti importanti registi come John Ford e Howard Hawks.

### Spese
Il film fu realizzato senza badare a spese, secondo i dettami dell'industria hollywoodiana: il budget di cui dispose era di 1.200.000 dollari.

### Cast
Fu approntato un cast di prim'ordine, in cui figuravano grossi nomi del tempo, come Barry Fitzgerald, Walter Huston, Louis Hayward, e molti celebri caratteristi come Judith Anderson, Misha Auer, Roland Young.

### Musica
Le musiche sono di Mario Castelnuovo-Tedesco (1895-1968), compositore ebreo fiorentino, emigrato negli Stati Uniti a causa delle leggi razziali.

### Titolo
Inizialmente il romanzo nell'edizione originale inglese del 1939 ha come titolo Ten Little Niggers ("Dieci piccoli negretti").
Le edizioni italiane del libro del 1946, del 1954, del 1963, del 1972, adottano il titolo usato dall'edizione americana, uscita a New York nel 1940, che per non incorrere in accuse di razzismo, titola And Then There Were None ("...e poi non rimase nessuno"), la frase con cui si conclude la filastrocca, che è il tema conduttore della storia. Anche René Clair adotta questo titolo.
Nelle edizioni italiane del 1977, 1982, 1987, 1993, il titolo diventa Dieci piccoli indiani, che è quello dell'edizione americana Ten Little Indians, New York, Pocket Books, 1965.

### La filastrocca
Testo della filastrocca (nella versione originale è usato il termine nigger, nella canzone cantata nel film il termine usato è indian):
One choked his little self and then there were Nine.

Nine little nigger/indian boys sat up very late;

One overslept himself and then there were Eight.

Eight little nigger/indian boys travelling in Devon;

One said he’d stay there and then there were Seven.

Seven little nigger/indian boys chopping up sticks;

One chopped himself in halves and then there were Six.

Six little nigger/indian boys playing with a hive;

A bumble bee stung one and then there were Five.

Five little nigger/indian boys going in for law;

One got into Chancery and then there were Four.

Four little nigger/indian boys going out to sea;

A red herring swallowed one and then there were Three.

Three little nigger/indian boys walking in the Zoo;

A big bear hugged one and then there were Two.

Two little nigger/indian boys sitting in the sun;

One got frizzled up and then there was One.

One little nigger/indian boy left all alone;

uno fece indigestione, solo nove ne restar.

Nove poveri negretti fino a notte alta vegliar:

uno cadde addormentato, otto soli ne restar.

Otto poveri negretti se ne vanno a passeggiar:

uno, ahimè, è rimasto indietro, solo sette ne restar.

Sette poveri negretti legna andarono a spaccar:

un di lor s'infranse a mezzo e sei soli ne restar.

I sei poveri negretti giocan con un alvear:

da una vespa uno fu punto, solo cinque ne restar.

Cinque poveri negretti un giudizio han da sbrigar:

un lo ferma il tribunale, quattro soli ne restar.

Quattro poveri negretti salpan verso l'alto mar:

uno un granchio se lo prende e tre soli ne restar.

I tre poveri negretti allo zoo vollero andar:

uno l'orso ne abbrancò e due soli ne restar.

I due poveri negretti stanno al sole per un po':

un si fuse come cera e uno solo ne restò.

Solo, il povero negretto in un bosco se ne andò:

a un pino s'impiccò, e nessuno ne restò.»
(in Agatha Christie, Dieci piccoli indiani, Arnoldo Mondadori Editore, 1993, pp.26.27; concessione della traduzione della filastrocca di Augusto Raggio, Il Dramma, 1º aprile 1947.)

## Accoglienza
Il film ottenne un grande successo negli Stati Uniti e nei paesi di lingua inglese; il pubblico francese del dopoguerra, poco incline ad apprezzare il freddo umorismo del film, continuò a preferire le precedenti commedie del regista e gli riservò una tiepida accoglienza.

### Critica
Pierre Murat:
(Pierre Murat, Télérama del 16.6.2007)

#### Il genere giallo
Per Clair il giallo presenta una affinità con il fantastico. La presenza di un universo chiuso (la villa che rinchiude gli ospiti, l'isola disabitata che rinchiude la villa) e l'enigma che sfida la ragione, aprono la strada al soprannaturale, innestano un meccanismo che si fonda sulla stessa logica sottesa al precedente film Accadde domani: Conoscere gli avvenimenti futuri diventa l'elemento determinante per il loro stesso verificarsi, un fattore che scatena fughe e inseguimenti, una caccia incrociata in cui ciascuno può essere la vittima e l'assassino.

#### Tecnica cinematografica
(Giovanna Grignaffini, René Clair, p.108.)

## Riconoscimenti
- 1946 - Locarno Film Festival
  - Miglior film

## Differenze fra il romanzo e il film
Il film riproduce esattamente tutti i particolari del romanzo, salvo qualcuno:
- Il nome dei personaggi: Anthony Marston diventa Nikita "Niki" Starloff, principe russo (tuttavia è di nobile famiglia come Marston), il giudice Wargrave diventa Francis J. Quinncannon, il cognome del generale Macarthur, che diventa Mandrake ed è Sir, nel romanzo Blore si presenta con il falso nome di Davis per poi dover rivelare la verità dopo la registrazione delle accuse, nel film si presenta direttamente come William Blore.
- Nella versione originale del film la filastrocca rimane la stessa, mentre nella versione italiana la filastrocca differisce leggermente rispetto alla traduzione originale del romanzo.
- L'accusa: Vera è accusata di aver ucciso il fidanzato della sorella, Richard Barkley, e non di un bambino, Cyril Hamilton; la signorina Brent è colpevole di aver ucciso il nipote, Peter, e non della sua governante Beatrice Taylor. Il principe Starloff ha ucciso due persone come Marston, tuttavia il loro nome è differente.  Come nel romanzo Mandrake viene accusato di aver mandato a morte uno dei suoi ufficiali, tuttavia il nome di questo ufficiale nel film è diverso.
- La morte di alcuni personaggi: nel film, Mandrake viene ucciso non da un oggetto contundente ma da un coltello; Blore non da un orologio in marmo, ma da un pesante mattone; Emily Brent uccisa da una siringa (come nel romanzo), ma nella camera da letto e non nella sala da pranzo.
- Nel romanzo Armstrong trova il cadavere del Generale, non Lombard.
- Il finale: completamente diverso, e si adatta alla versione teatrale scritta dalla Christie stessa. Vera estrae la pistola datale da Morlain/Lombard, puntandola sull'uomo, ma non spara. Philip/Charles ha così il tempo di convincere Vera a collaborare, facendo finta di sparargli e ucciderlo. Vera fa così e, rientrando in casa, Vera trova il vero colpevole, Quincannon, che le spiega il suo piano e poco dopo ingerisce del veleno. A quel punto Charles raggiunge Vera, i due si abbracciano, contenti. Vedono però qualcuno fuori e si spaventano, ma scopriranno che si tratta di Fred Narracott, il barcaiolo, pronto a partire.